# Aleide di Schaerbeek
Aleide, o Alice, detta di Schaerbeek o di La Cambre (Schaerbeek, XII secolo – Ixelles, 11 giugno 1250), è stata una religiosa e mistica fiamminga, monaca cistercense nell'abbazia di La Cambre. Il suo culto come santa fu approvato da papa Clemente XI nel 1702 ed esteso nel 1907 da papa Pio X.

## Biografia
All'età di sette anni, Aleide venne inviata all'abbazia cistercense di Notre-Dame de la Cambre (Coenobium Beatae Mariae de Camera), presso Ixelles, perché ricevesse un'educazione; durante l'adolescenza contrasse la lebbra e venne di conseguenza posta in isolamento dal resto della comunità.
Mentre si trovava in quarantena, Alice fu un esempio per il resto della comunità, per lo spirito di umiltà con cui sopportava la sua malattia: divenne inoltre particolarmente devota verso la presenza reale di Cristo nell'eucaristia, ma non le venne permesso di bere dal calice a causa del rischio di contagio. Col procedere della malattia divenne cieca e paralitica, ma allo stesso tempo cominciò ad avere estasi e visioni; venne anche visitata da Cristo, che le assicurò la sua completa comunione nell'eucaristia, in quanto Egli era presente sia nel pane che nel vino. Ebbe inoltre il dono di curare, che poteva però operare solo sugli altri, e non su sé stessa.
Morì all'alba di sabato 11 giugno 1250, nel convento dov'era rimasta fin da quando vi era entrata la prima volta.

## Culto
Il 1º luglio 1702 papa Clemente XI concesse ai foglianti della Congregazione italiana di San Bernardo la facoltà di celebrare la sua memoria; il culto fu esteso a tutto l'Ordine cistercense nel 1870 e nel 1907, a opera di papa Pio X, alle diocesi del Belgio.
Il calendario particolare dell'arcidiocesi di Malines-Bruxelles pone la memoria di santa Aleide al 15 giugno e quello dell'Ordine cistercense al 12 giugno. Nel Martirologio Romano (2001) il suo elogio si legge alla data del dies natalis, l'11 giugno: "Nel monastero di La Cambre vicino a Bruxelles nel Brabante, nell'odierno Belgio, sant'Aléide, vergine dell'Ordine Cistercense, che, a ventidue anni, colpita dalla lebbra, fu costretta a una vita di segregazione; negli ultimi anni, perduta anche la vista, neppure un membro del corpo le era rimasto sano, salvo la lingua, per cantare le lodi di Dio".